# Château de Poilvache
 (mai 2018).
Le château de Poilvache est un fort médiéval en ruine situé en Wallonie dans la province de Namur (Belgique) et perché à l'extrémité d'un éperon rocheux, au sommet d'une falaise surplombant la Meuse, entre Dinant et Namur. Construit à partir du XIIIe siècle, Poilvache domine le village de Houx à environ cinq kilomètres au nord de Dinant, dans la vallée de la Haute-Meuse namuroise.
Le domaine de Poilvache est né au XIIe siècle d'un conflit entre Namurois et Luxembourgeois, à la suite d'un problème de succession. À la fois « ville » et château fort, il devint rapidement une pièce maîtresse dans la défense du comté de Luxembourg.
Au Moyen Âge, il occupait une position stratégique aux confins de la principauté de Liège et du comté de Namur. Il eut son importance lors de la guerre de la vache.
Appelée d'abord château d'Émeraude, cette forteresse du Xe siècle prit le nom de Poilvache au XIVe siècle, à la suite d'une ruse de guerre: des assiégés, sortis en quête de bétail, avaient été capturés par les Dinantais. Ces derniers se revêtirent les uns des vêtements des prisonniers, les autres de peaux de bétail, et, environnés de troupeaux, pénétrèrent dans la place.

## Histoire

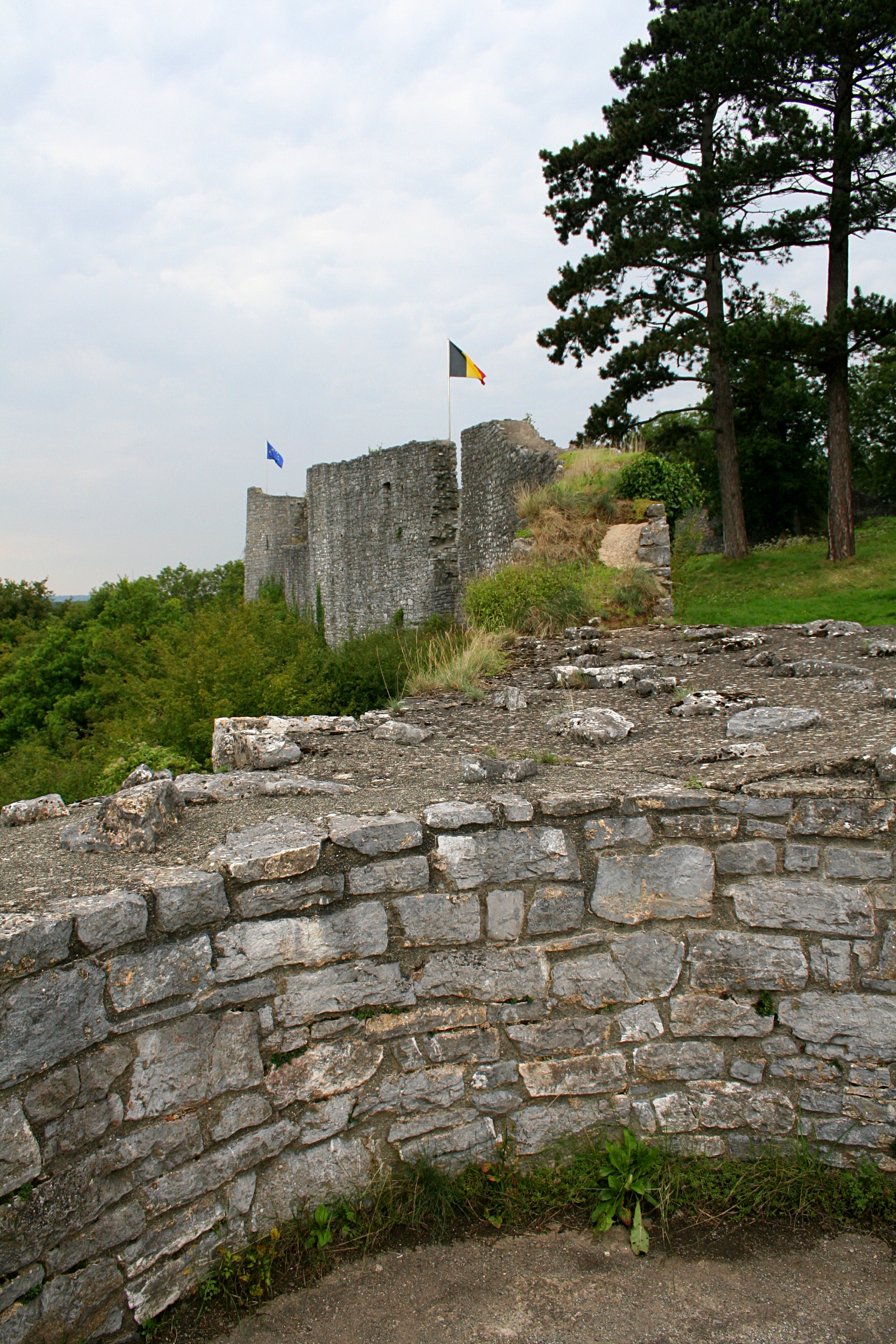
Ruines de la partie occidentale du château.

En 1199, Ermesinde Ire de Luxembourg acquiert, au décès de son père Henri L'Aveugle, une partie du comté de Namur, située sur la rive droite de la Meuse, à laquelle appartenait également le château. Ermesinde, qui était mariée pour la deuxième fois à Walram III de Limbourg (1180 - 1226), a donné le château à Isabelle de Bar, une fille de son premier mariage (avec Thiébaut Ier de Bar) après la mort de Walram. Pendant cette période, il a été renforcé et développé en un véritable centre politique et militaire. Après tout, le mari agressif d'Isabelle, Walram de Montjoie, a rompu un traité de paix avec le prince-évêque liégeois Jean d'Eppes (1229 - 1238) qui a envoyé son armée pour assiéger le château. Les troupes liégeoises subirent une défaite ignominieuse en 1238 et durent se retirer après que leur prince-évêque tomba malade et mourut à Dinant.
Après la mort de son mari, Isabelle remit son château de Méraude à son demi-frère Henri le Blond en 1254, le ramenant entre les mains du Luxembourg. Henri laissa l'administration du château à un prévôt adjoint.
Ce n'est que sous le règne du petit-fils Henri VII que commence l'apogée de Poilvache, qui devient le plus grand château de la vallée de la Meuse. Ce monarque a découvert l'importance exceptionnelle de la forteresse: elle était située à deux pas des villes industrielles de Dinant (Principauté de Liège) et de Bouvignes (Comté de Namur) et contrôlait le commerce sur la Meuse dans les deux sens, vers Liège et vers la France. Henri n'a pas manqué l'opportunité de gagner un revenu supplémentaire et, vraisemblablement en 1296, a installé une fabrique de monnaie dans les murs sûrs de Poilvache, qui est devenue une cité capitale, habitée par des orfèvres et des monnayeurs avec leurs familles. Les pièces de monnaie provenant des ateliers de Poilvache (et portant l'inscription Moneta Meraudensis) étaient un moyen de paiement populaire dans le duché de Brabant, le comté de Namur et la Principauté de Liège.
Du point de vue ecclésiastique, la cité de Poilvache dépendait de l'abbaye de Floreffe.
Toute la région a été gravement touchée par les querelles sanglantes entre Dinant et Bouvignes. Vers 1312, les Dinantais ont conquis la forteresse et infligé de lourds dégâts.
En 1342, Poilvache revint entre les mains des comtes de Namur, lorsque le comte de Luxembourg, Jean l'Aveugle, le vendit à Marie d'Artois (la veuve du comte Jean Ier de Namur), qui à son tour le donna à son fils en 1353 Guillaume Ier. Mais son fils Jean III vendra tout le comté, y compris Poilvache, au duc bourguignon Philippe le Bon en 1421.
Craignant que les différends traditionnels entre Liège et Namur ne conduisent à une autre guerre, Philippe le Bon commande des défenses à grande échelle. Ce fut apparemment en vain, car à l'été 1430, le prince-évêque Johan VIII de Heynsberg vint assiéger Poilvache avec une grande armée de 30 000 hommes, renforcée par des hommes de Dinant et de Huy. Malgré la résistance héroïque des assiégés, la forteresse ne put résister à la lourde artillerie liégeoise. Pour s'assurer que Poilvache ne représenterait plus jamais une menace pour sa ville entreprenante de Dinant, le prince évêque fit démanteler la forteresse et les bâtiments rasés.
Enfin, en 1554, les troupes françaises d'invasion du roi Henri II détruisirent ce qui restait du Poilvache autrefois puissant. La guilde des monnayeurs a survécu pendant un certain temps à la fermeture de leurs ateliers et à la destruction du château, jusqu'à sa dissolution par Philippe II en 1598.
Au XVIIIe siècle, le territoire de Poilvache appartenait aux princes des Pays-Bas autrichiens, jusqu'à ce que l'empereur Joseph II le vende en 1782 à un forgeron d'Yvoir. Depuis, les ruines sont restées entre les mains de particuliers. Le 19 juillet 1790, pendant la révolution brabançonne, les troupes autrichiennes y prennent leur poste et de là, elles bombardent les rebelles qui ont pris leur poste sur la rive opposée de la Meuse.
Non loin de là est perchée une autre forteresse, le château de Crèvecœur, lui aussi en ruine. Celui-ci domine le village de Bouvignes-sur-Meuse aujourd'hui intégré à la ville de Dinant avec laquelle il était autrefois en forte rivalité, notamment pour le commerce du cuivre, d'où le surnom de « cité des Copères » de la cité dinantaise, provenant du germanique koper (cuivre).

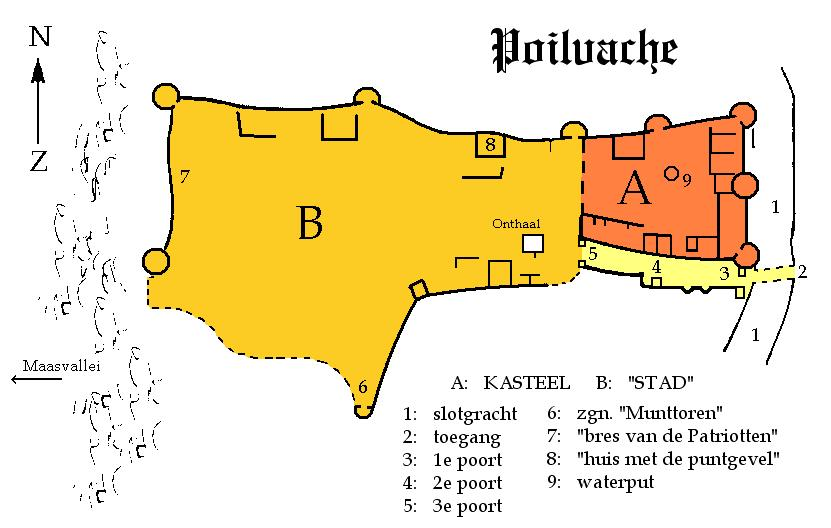
Le plan du château